# Сулута
Сулута, Сулума (на френски: Soulouta, Soulouma) е град и община в южна Гвинея, регион Нзерекоре, префектура Нзерекоре. Населението на общината през 2014 година е 21 439 души.